# Парк Челюскинцев (станция метро)
«Парк Челю́скинцев» (бел. Парк Чалюскінцаў) — станция Минского метрополитена. Расположена на Московской линии, между станциями «Московская» и «Академия наук».

## История
Станция «Парк Челюскинцев» начала возводиться в 1977 году в составе первой очереди Минского метрополитена. Именно здесь была вбита первая свая будущего метрополитена. 16 июня была забита первая свая, а 4 ноября состоялся торжественный митинг по случаю начала проходки тоннелей. Всего на станции было забито около 400 свай и извлечено 62000 кубометров грунта. Станция торжественно была открыта 29 июня 1984 года в составе первого пускового участка Московской линии.

## Конструкция

### Оформление
Первоначально планировалось, что основным дизайном станции станет увековечивание памяти Хатыни. Но слишком тяжёлую и мрачную тему для белорусов было решено не затрагивать и подобрать что-то иное. Также отказ от этой тематики был связан с расположением рядом детской железной дороги. Впоследствии, было решено сделать тематику «Времена года», но после смерти Петра Машерова и от этой идеи отказались. В итоге станция получила более скромное оформление, сочетание бордового и белого цветов представляет станцию одновременно в строгом и лёгком исполнении. Станция стала максимально универсальной и лаконичной, без каких-либо излишеств и дополнительных композиций.
Главным украшением станции являются её люстры, выполненные из мелких кусочков декоративного литого стекла, подкрашенного в различные цвета. Художественное стекло было изготовлено на стеклозаводе «Неман», а люстры — на Рижском комбинате декоративно-прикладного искусства «Маскла». В отделке вестибюлей и у лестничного марша на платформу применён серо-кремовый мрамор Саянского месторождения.

### Архитектура
Платформа представляет собой огромный свод, разделенный падугами с шагом в 6 метров. В центре находится огромная ниша с ритмично расположенными светильниками. Основные цвета оформления – белый, серый и коричневый. Боковые ниши украшены латунными элементам. Станция односводчатая из монолитного железобетона. Свод станции белого цвета, украшен люстрами.

## Выходы
Станция расположена возле парка им. Челюскинцев, а также Ботанического сада, часового завода «Луч» и недалеко от Площади Калинина. Станция выходит на Проспект Независимости, улицу Толбухина и неподалёку от улицы Калинина и переулка Кузьмы Чорного.

## Фотогалерея
- Зал станции
- Путевая стена
- Указатели
- Декоративная вставка в нише свода
- Декоративные люстры
- Выход в торце станции
- Подземный переход с входом на станцию
- Вход на станцию с проспекта Независимости